# 서천우체국
서천우체국은 충청남도 서천군 전역을 관할하는 충청지방우정청 소속 우체국이다.

## 기본 정보
- 우편번호: 325-800
- 주소: 충청남도 서천군 서천읍 서천로 59

## 연혁
- 1911년 6월 1일: 서천우편소 개국
- 1941년 2월 1일: 서천우편국 개칭
- 1949년 8월 13일: 서천우체국 개칭
- 1972년 3월 15일: 사무관국으로 승격
- 1977년 3월 15일: 기술계 신설
- 1982년 1월 1일: 전신전화 사업 이관
- 1987년 1월 1일: 예금보험계 신설
- 1997년 7월 1일: 과편제(2과 1실)
- 2001년 12월 10일: 서천서부우편취급소를 서천군 서천읍 사곡리 304-10에서 서천읍 사곡리 276-10으로 이전[1]
- 2015년 7월 20일: 우편구역을 다음과 같이 고시[2]

| 배달국     | 배달구역                                                     | 구역번호                    |
| ---------- | ------------------------------------------------------------ | --------------------------- |
| 서천우체국 | 서천읍 · 마서면 · 문산면 · 시초면 · 종천면 · 판교면 · 화양면 | 33610 ~ 33620 33629 ~ 33657 |
| 장항우체국 | 장항읍                                                       | 33658 ~ 33677               |
| 비인우체국 | 비인면 · 서면                                                | 33600 ~ 33609               |
| 한산우체국 | 한산면 · 기산면 · 마산면                                     | 33621 ~ 33628               |

- 2018년 6월 27일: 서천화양우체국, 판교우체국을 시간제우체국으로 전환[3]

## 관할 우체국
| 우체국명           | 사진 | 주소                                   | 비고                                  |
| ------------------ | ---- | -------------------------------------- | ------------------------------------- |
| 기산우체국         |      | 충청남도 서천군 기산면 기산길 62       |                                       |
| 마서우체국         |      | 충청남도 서천군 마서면 장서로 695-4    |                                       |
| 비인우체국         |      | 충청남도 서천군 비인면 비인로201번길 2 |                                       |
| 서천명신우체국     |      | 충청남도 서천군 마산면 삼일로 276-1    |                                       |
| 서천문산우체국     |      | 충청남도 서천군 문산면 신농길 23       |                                       |
| 서천서면우체국     |      | 충청남도 서천군 서면 신월길 17         |                                       |
| 서천서부우편취급국 |      | 충청남도 서천군 서천읍 사곡길 4        | 2001년 12월 10일 현위치로 이전        |
| 서천화양우체국     |      | 충청남도 서천군 화양면 옥포길8번길 10  | 2018년 6월 27일부터 시간제우체국 시행 |
| 시초우체국         |      | 충청남도 서천군 시초면 서문로 784      |                                       |
| 장항우체국         |      | 충청남도 서천군 장항읍 신창동로 28     |                                       |
| 장항창선우편취급국 |      | 충청남도 서천군 장항읍 장서로 38       |                                       |
| 종천우체국         |      | 충청남도 서천군 종천면 충서로460번길 3 |                                       |
| 판교우체국         |      | 충청남도 서천군 판교면 종판로901번길 5 | 2018년 6월 27일부터 시간제우체국 시행 |
| 한산우체국         |      | 충청남도 서천군 한산면 한마로 72       |                                       |

## 조직
- 우편물류과
- 영업과
- 경영지도실